# SS-Hauptsturmführer

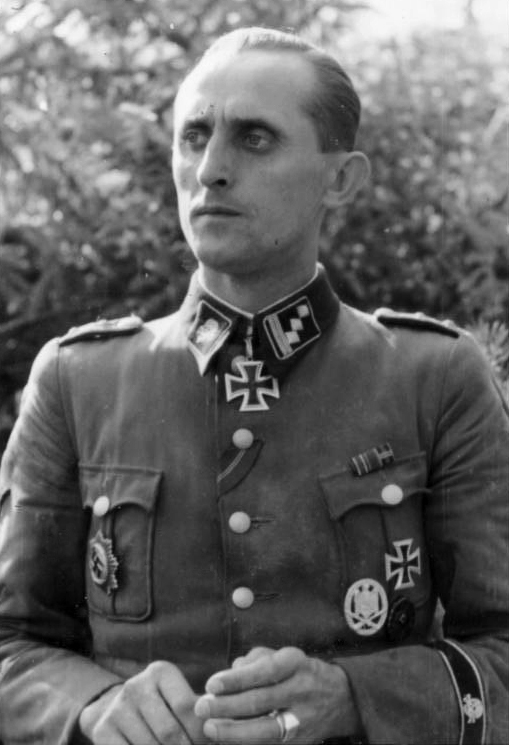
Max Seela als SS-Hauptsturmführer der SS-Division Totenkopf

SS-Hauptsturmführer (kurz: Hstuf; Ansprache: Hauptsturmführer) war im Deutschen Reich ein Offiziersrang der Schutzstaffel (SS) in der Dienstgradgruppe der Hauptleute.
Der Dienstgrad wurde 1931 als SS-Sturmhauptführer eingeführt und 1935 in SS-Hauptsturmführer umbenannt.
Unten sind die Rangabzeichen oder Dienstgradabzeichen abgebildet, die als Schulterstücke und Kragenspiegel und auch als Ärmelabzeichen verwendet wurden. Die Kragenspiegel mit SS-Runen und dem Rangabzeichen wurden an der feldgrauen Uniformjacke der Waffen-SS oder der grauen Feldbluse getragen.

## Rangfolge und Insignien
Dieser SS-Rang war dem SA-Hauptsturmführer und dem Hauptmann gleichgestellt. Die Unterlage der Schulterstücke war in der für Offiziere der Waffen-SS festgelegten Waffenfarbe gehalten.
Im Zuge der Dienstgradangleichung wurde der Rang den Hauptleuten der Gendarmerie, den Oberinspektoren und Inspektoren mit über fünf Dienstjahren der Schutzpolizei, den Oberinspektoren, Regierungsassessoren und Polizeiräten der Polizeiverwaltung und den Kriminalräten und Kriminalkommissaren mit über 15 Dienstjahren der Sicherheitspolizei (Gestapo und Kripo) verliehen.
| niedriger: SS-Obersturmführer (Waffen-SS und Allgemeine SS gleich) | SS-Rang SS-Hauptsturmführer (Waffen-SS und Allgemeine SS gleich) | höher: SS-Sturmbannführer (Waffen-SS und Allgemeine SS gleich) |
| niedriger: SA-Obersturmführer                                      | SA-Rang SA-Hauptsturmführer (vor 1939/40 SA-Sturmhauptführer)    | höher: SA-Sturmbannführer                                      |
| niedriger: Oberleutnant                                            | Dienstgrad der Wehrmacht Hauptmann                               | höher: Major                                                   |

Rangabzeichen SS-Hauptsturmführer der Waffen-SS
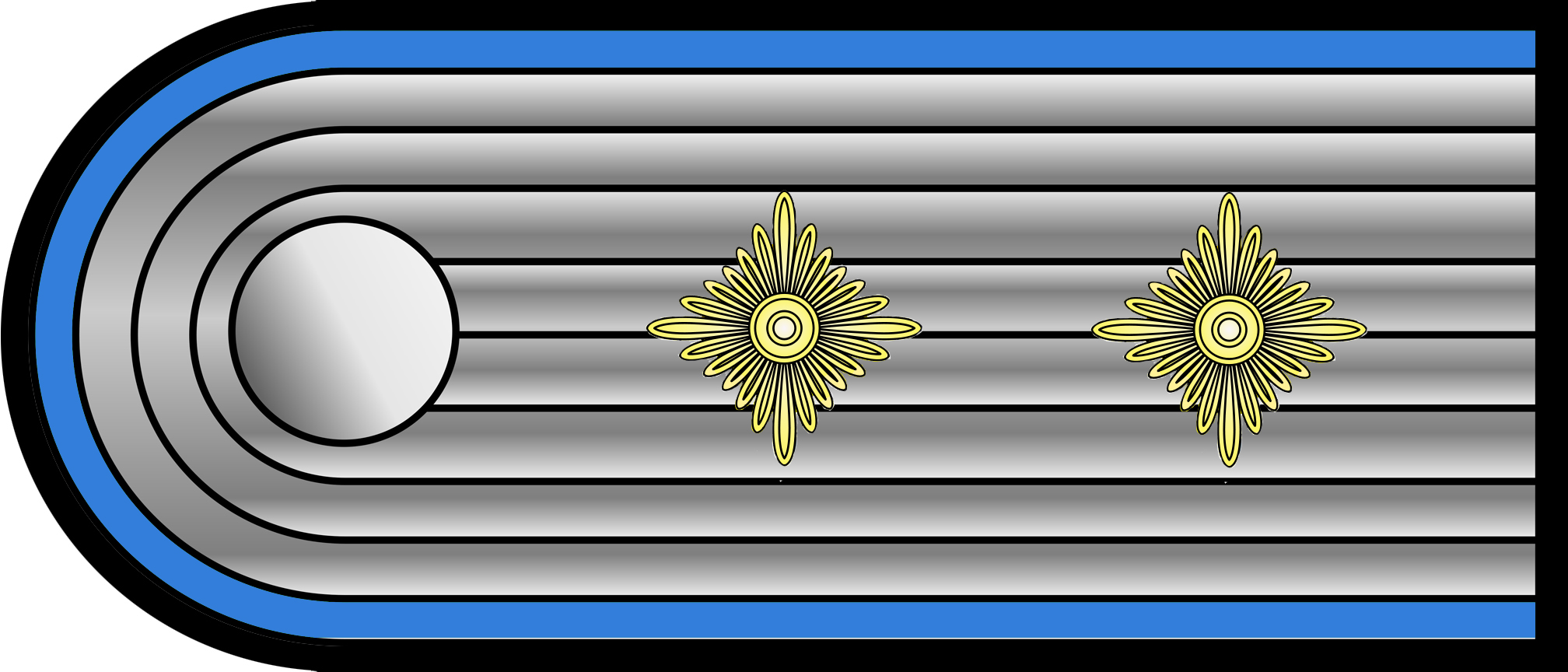
Schulterstück (Waffenfarbe Tiefblau: SS-Verwaltung)
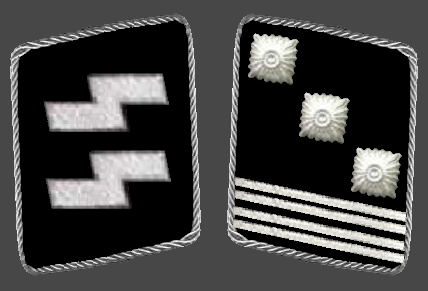
Kragenspiegel
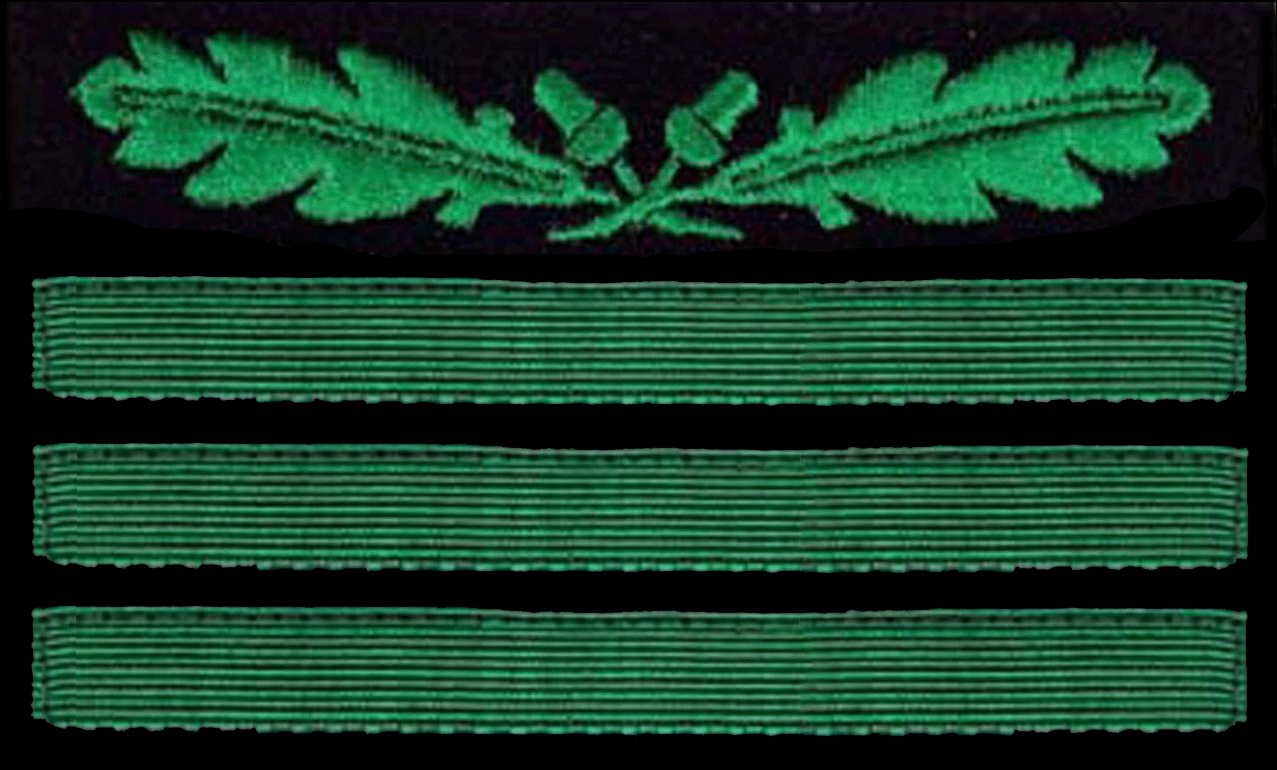
Ärmelabzeichen Tarnanzug